# BOND
Die BOND GmbH & Co. KG war ein 1996 gegründeter deutscher Hersteller von Software zum Bibliotheksmanagement.
Die dort entwickelte Software BIBLIOTHECA 2000 wird in zahlreichen Bibliotheksverwaltungen im deutschsprachigen Raum verwendet. Nach Angaben des Unternehmens setzen rund 4000 Bibliotheken in Deutschland Software von BOND ein.
Seit 2004 bot BOND auch die webbasierte (ASP)-Lösung BIBLIOTHECA.NET an, die inzwischen nicht mehr vertrieben wird.
BOND hatte mehr als 60 Mitarbeiter, davon 2 Auszubildende.
Im April 2011 wurde BOND von der OCLC GmbH übernommen. Der Hauptsitz befand sich in Böhl-Iggelheim (bei Ludwigshafen am Rhein). Durch die Übernahme wurde dieser zu einer Niederlassung der OCLC GmbH mit Hauptsitz in Oberhaching.